# Charles-Prosper Ollivier d'Angers
Charles-Prosper Ollivier d'Angers, född 11 oktober 1796 i Angers, Maine-et-Loire, död 11 mars 1845, var en fransk läkare.
Ollivier d'Angers blev medicine doktor 1823 med en avhandling över ryggmärgens anatomi, vilken han året därpå i utökad form utgav under titeln Traité de la moëlle épinière et de ses maladies. Senare ägnade han sig åt rättsmedicin och vann stort anseende.